# Mercurialis van Forlì

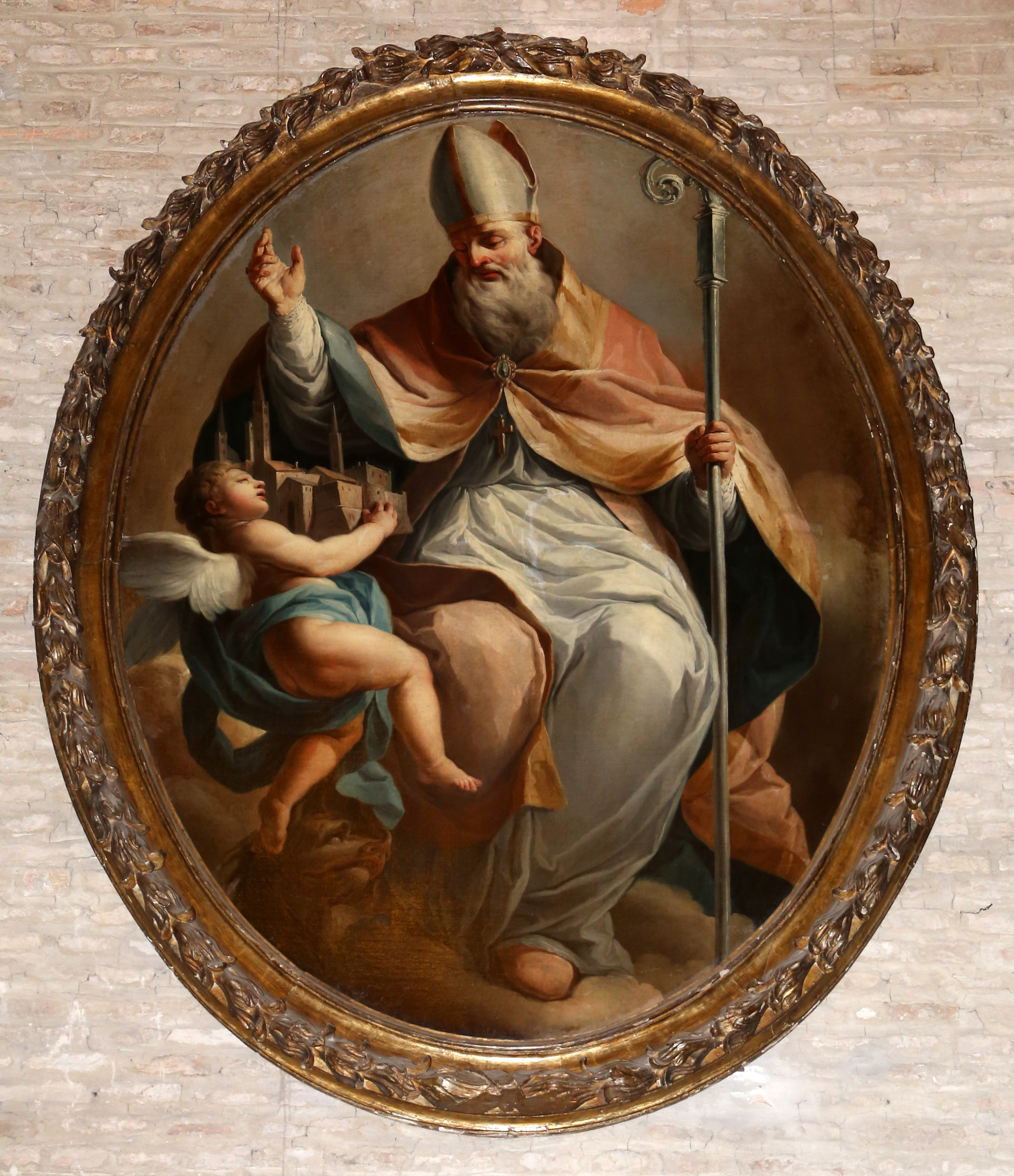
Mercurialis zegent de stad Forlì

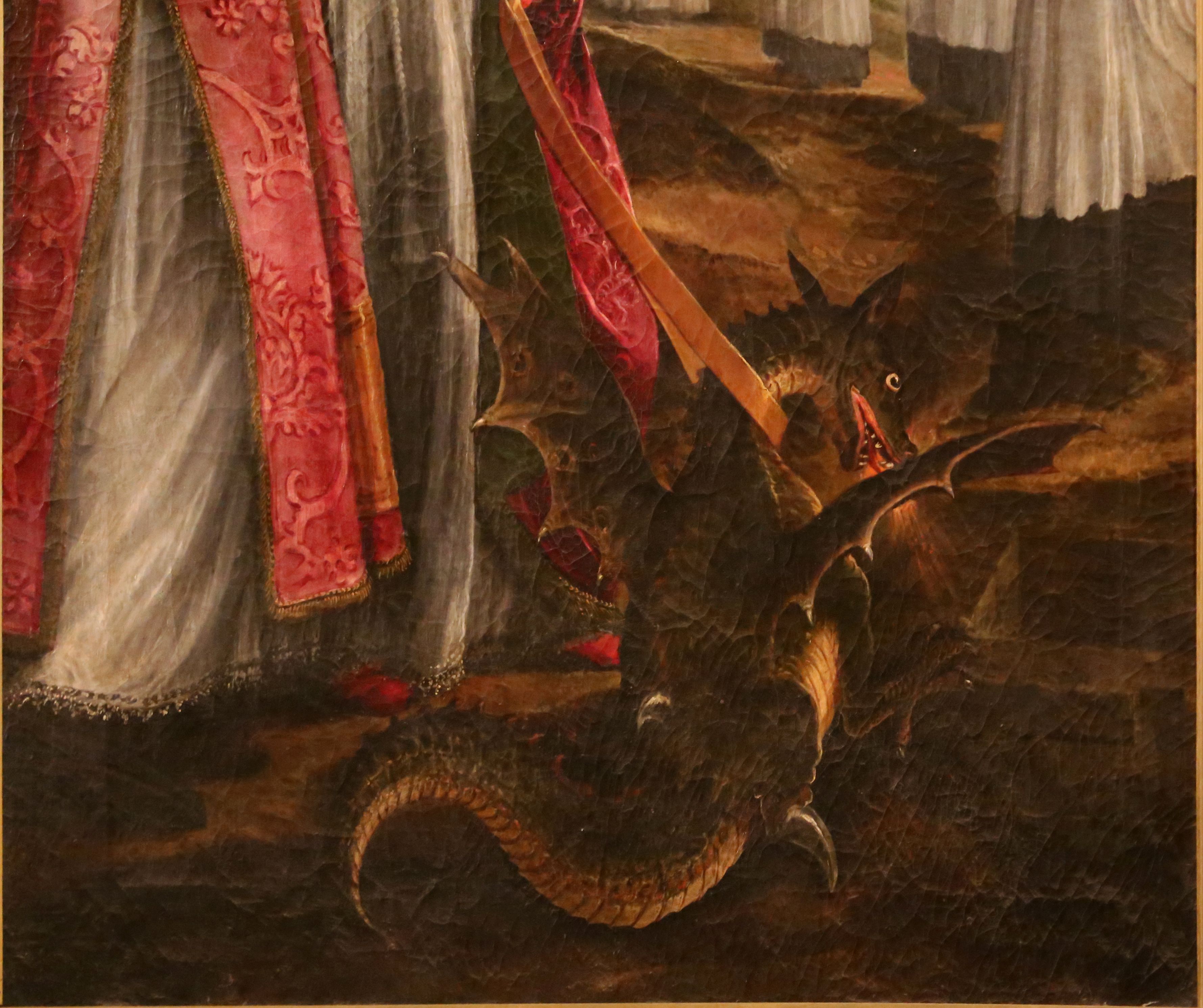
Gedode draak - detail van een schilderij over Mercurialis van Forlì

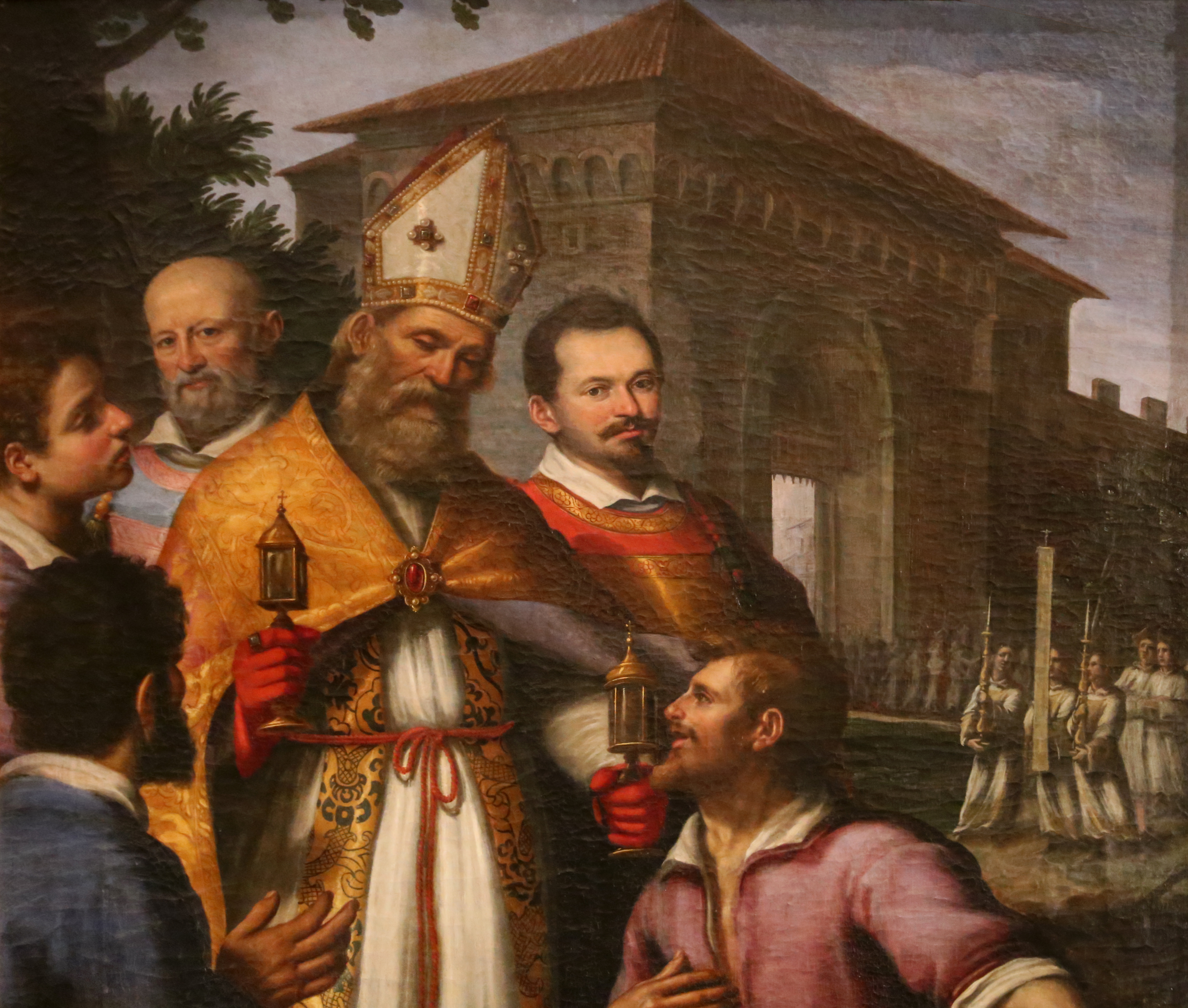
Mercurialis keert terug van Jeruzalem met relikwieën

Mercurialis van Forlì (West-Romeinse Rijk, 4e eeuw) wordt traditioneel aanzien als de eerste bisschop van Forli. Hij is een heilige in de Rooms-Katholieke Kerk en is al eeuwenlang de beschermheilige van de stad Forlì, gelegen in de Italiaanse streek Romagna.

## Historiek

### Eerste legendes
De eerste legendes over Mercurialis dateren van de jaren 1050-1084. Op aansturen van de bisschop van Forlì schreef een monnik het heiligenleven van deze lokale heilige neer. Twee elementen bracht de monnik in zijn verhaal. Het eerste was het verhaal van een Romeins rechter in Rimini die heidens wou blijven. Het verhaal gaat terug tot de 4e eeuw na Christus, ten tijde van het West-Romeinse Rijk. Vier bisschoppen van de streek praatten op hem in. Onder hen Mercurialis van Forlì. De andere 3 waren Ruffillo van Forlìmpopoli, Leo van Montefeltro en Gaudenzio van Rimini zelf. Toen de bisschoppen de hostie in zijn mond staken, viel deze dood. Een ander verhaal van de monnik ging over een draak die in de buurt van Forlì leefde. Mercurialis stak zijn stola in de bek van de draak en deze stikte. Vervolgens sleepte Mercurialis met zijn stola de draak naar de stad. Hij smeet hem in een plas waar de inwoners het dode beest kwamen bekijken. De verering van Mercurialis had zo’n succes in Forlì, dat honderd jaar later, de abdij van San Mercuriale werd gebouwd (1180). De abdij werd gebouwd buiten de stadsmuren; waarschijnlijk bestond op deze plek al een kerkje. De abdij bezat het lichaam van de heilige, terwijl de kerk Santissima Trinità in Forlì-centrum beweerde het hoofd van de bisschop te hebben. De Santissima Trinità was in de vroege middeleeuwen de kathedraal van Forlì.
In deze periode namen de inwoners aan dat Mercurialis uit de 4e eeuw hun eerste bisschop was.

### Latere legendes
Vanaf 1232 voegden monniken nieuwe elementen aan het heiligenleven. Nieuwe schilderijen over zijn leven werden bijgevolg opgehangen in de abdij. De nieuwe legende van Mercurialis had een opvallende anti-Spaanse inslag. Bisschop Mercurialis ging namelijk naar Jeruzalem op bedevaart. Bij zijn terugkomst trof hij de inwoners van Forlì als slaven van de Visigoten aan. Mercurialis repte zich naar Spanje/Hispania waar hij bij koning Alarik de vrijlating bepleitte. De slaven uit Forlì werden vervolgens vrijgelaten. Een wijk van de stad Forlì draagt nog altijd de naam Schiavonia, een herinnering aan het slavenverhaal van Mercurialis.
Sinds de 18e eeuw zijn onderzoekers het erover eens dat de naam Mercurialis op de lijst van kerkvaders op het concilie van Rimini (359) de Mercurialis uit de legendes is; het christendom in Forlì zou evenwel ingang gevonden hebben nog voor Mercurialis’ episcopaat.

## Verering
- In Forlì is de abdij van San Mercuriale aan hem gewijd.[3]
- In Ravenna bestond er sinds 948 een kerk aan San Mercuriale gewijd. Het bisdom Forlì was een suffragaanbisdom van het aartsbisdom Ravenna. Deze kerk bestaat niet meer.
- In Pistoia was er een klooster aan San Mercuriale gewijd, vanaf 940. Het kloosterpand is thans geïncorporeerd in het justitiepaleis van Pistoia.